# تشارلز بي. سيدغويك
تشارلز بي. سيدغويك (بالإنجليزية: Charles B. Sedgwick)‏ هو محامي وسياسي أمريكي، ولد في 15 مارس 1815، وتوفي في 3 فبراير 1883. حزبياً، نشط في الحزب الجمهوري. وقد انتخب عضو مجلس النواب الأمريكي.